# Rawson Marshall Thurber
Rawson Marshall Thurber, född 9 februari 1975, är en amerikansk manusförfattare, regissör och skådespelare.

## Uppväxt
Thurber föddes i San Francisco, Kalifornien. Hans far är advokaten Marshall Thurber.
År 1997 avlade Thurber examen vid Union College (Schenectady, New York), där han var medlem i Delta Upsilon -brödraskapet samt spelade Amerikanska fotboll som positionen wide receiver i två år. Han har även en examen från Peter Stark Producing Program vid USC.

## Karriär
Thurber började sin karriär som assistent till manusförfattaren John August, i början av arbetet med tv-showen DC. Thurber var manusförfattare och regisserade till original reklamfilmen Terry Tate: Office Linebacker för Reebok år 2002.
Han skrev och regisserade komedin DodgeBall: A True Underdog Story  år 2004.